# شوکو موراسه
شوکو موراسه (انگلیسی: Shūkō Murase؛ زادهٔ ۳۱ مهٔ ۱۹۶۴) کارگردان فیلم، پویانما، و فیلم‌نامه‌نویس اهل ژاپن است.